# Siegelsdorf (Zörbig)
Siegelsdorf ist ein Ortsteil der Ortschaft Schrenz innerhalb der Stadt Zörbig im Landkreis Anhalt-Bitterfeld (Sachsen-Anhalt). Siegelsdorf ist einer der 18 Orte, die gemeinsam die Stadt Zörbig bilden.

## Geografie
Siegelsdorf befindet sich südwestlich des Ortskerns von Zörbig an der Riede. Das Dorf liegt im Süden Sachsen-Anhalts zwischen Bitterfeld und Köthen.

## Geschichte
Der Ort Siegelsdorf war ursprünglich ein Rittergutsdorf. Das heutige Gut war im Mittelalter ein Nonnenkloster, das zum Kloster der Mönche auf dem Petersberg gehörte. Die Chroniken berichten von einem unterirdischen Gang vom Kloster Siegelsdorf zum Petersberg. Später hatte das Gut weltliche Besitzer. Die letzten Gutsherren namens Maquet waren französische Emigranten, die durch die Hugenottenkriege vertrieben worden waren.
Siegelsdorf gehörte wie seine Nachbarorte Schrenz und Rieda bis 1815 zum kursächsischen Amt Zörbig. Durch die Beschlüsse des Wiener Kongresses kamen sie zu Preußen und wurden 1816 dem Landkreis Bitterfeld im Regierungsbezirk Merseburg der Provinz Sachsen zugeteilt, zu dem sie bis 1944 gehörten.
Am 30. September 1928 entstand der Ort „Schrenzsiegelsdorf“ durch Zusammenlegung der Gemeinden und Gutsbezirke Schrenz und Siegelsdorf. Durch Zusammenschluss von Schrenzsiegelsdorf und Rieda entstand am 1. Juli 1950 die Gemeinde Schrenz.
Am 1. März 2004 wurde die ehemalige Gemeinde Schrenz mit seinen Ortsteilen als Ortschaft Schrenz in die neue Einheitsgemeinde Stadt Zörbig eingegliedert.